# Castro de Romariz
Das Castro de Romariz gehört zur Gruppe der eisenzeitlich–römischen Höhensiedlungen in der Tradition der Castrokultur im Norden Portugals.

## Lage
Die Siedlung liegt in der gleichnamigen Gemeinde (portugiesisch Freguesia) Romariz etwa 7,5 km nordöstlich der Kreisstadt (portugiesisch Município) Cidade Santa Maria da Feira rund 10 km südlich des Douro im Distrikt (portugiesisch Distrito) Aveiro. Diese und einige weitere Siedlungen markieren die südliche Grenze der Castrokultur, deren Hauptverbreitungsgebiet sich nördlich des Douro (spanisch Duero) bis ins südliche Galicien erstreckt.
Wie der überwiegende Teil der Siedlungen der Castrokultur liegt auch das Castro de Romariz in strategisch günstiger Höhenlage. Das Siedlungsareal selbst liegt auf dem Plateau des Monte de Castro, auch Monte de Crasto genannt, in einer Höhe von rund 370 m, das nach Norden, Osten und Süden steil abfällt. Die flachere Neigung des Westhangs wurde durch einen künstlich geschaffenen Graben vertieft. In Sichtweite des Castros verlaufen die wichtigen Römerstraßen von Bracara Augusta (Braga) nach Asturica Augusta (Astorga) und von Porto nach Viseu.

## Geschichte
Das Castro liegt im Süden des Siedlungsgebietes der keltiberischen Callaici (auch Callaeci, griechisch Καλλαικοί), deren Siedlungsgebiet sich vom Douro im Süden über den Norden Portugals, Galicien und den Westen Asturiens und das westliche León erstreckte. Das Siedlungsgebiet der Callaici, die vermutlich eine (proto-)keltische Sprache gesprochen haben, deckt sich weitgehend mit der Verbreitung der Castrokultur; historisch fassbar werden sie und die Region Callaecia allerdings erst durch Strabon und Appian.
Obwohl der Nordwesten der iberischen Halbinsel infolge des zweiten punischen Krieges nominell zur römischen Provinz Hispania citerior (eingerichtet 197 v. Chr.) zählte, und trotz der schweren Niederlage der Callaici im Jahr 136 v. Chr. gelang es Rom erst nach dem kantabrischen Krieg (29 v. Chr. bis 19 v. Chr.) unter Augustus, seinen Machtanspruch durchzusetzen und mit der Gründung der Städte Bracara Augusta (Braga) und Lucus Augusti (Lugo) die Romanisierung der ansässigen Bevölkerung voranzutreiben.
In den anstehenden Granit gravierte Grübchen und Linien lassen in Verbindung mit einigen wenigen Funden eine Besiedlungsbeginn auf dem Plateau in der Spätbronzezeit (900–700 v. Chr.) vermuten. Aufgrund der zahlreichen Funde ab dem 5. Jahrhundert v. Chr., darunter auch Importkeramik, ist eine Besiedlung ab der frühen Eisenzeit als gesichert anzunehmen, auch wenn bisher keine Baubefunde dieser Periode zugewiesen werden konnten.
Die Errichtung der Mauer zwischen dem 3. und 2. Jahrhundert v. Chr. und der Übergang von Gebäuden in Holzbauweise zu Steinbauten im 2. Jahrhundert v. Chr. markieren eine weitere Besiedlungsphase des Castros. Eher qualitativer Art sind die Änderungen in der römischen Kaiserzeit; die Gebäude werden mit Ziegeln (Tegula und Imbrex) gedeckt, Wände und Böden erhalten einen Verputz, und die Straßen werden deutlich besser befestigt. Bereits gegen Ende des 1. Jahrhunderts oder zu Beginn des 2. Jahrhunderts wird die Siedlung aus unbekannten Gründen aufgegeben.

### Forschung

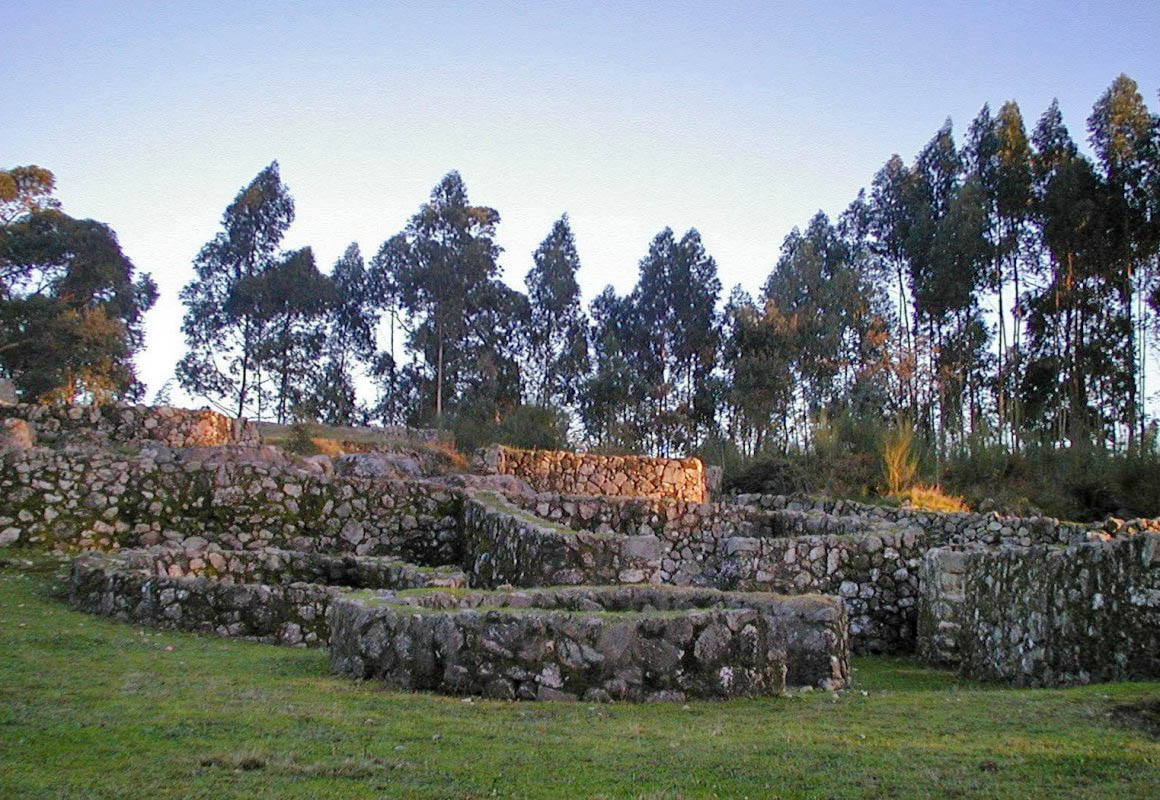
Castro de Romariz

Bereits in den Jahren 1843 bis 1846 führte die Gemeinde Santa Maria da Feira unter Leitung des Bürgermeisters José Correia erste Grabungen in der Siedlung durch, die zur Entdeckung von 16 Gebäudegrundrissen führten.
Etwa ein Jahrhundert später (1940–1946) wurden die Untersuchungen durch den Pfarrer von Romariz, Pater Manuel Fernandes dos Santos, wieder aufgenommen und die Ergebnisse in einer Monographie veröffentlicht. Als Resultat der neuen Ausgrabungen, die die Bedeutung der Fundstelle verdeutlichten, wurde die Siedlung im Jahr 1945 als IIP – Imóvel de Interesse Público unter Schutz gestellt.
Seit 1980 wurden durch Armando Coelho und Rui Centeno von der Universität Porto weitere Grabungskampagnen durchgeführt, deren Ziel vor allem die Untersuchung der stratigraphischen Bezüge der Funde und Befunde war, die in den vorhergehenden Grabungen weitgehend unberücksichtigt geblieben waren.
In der Forschung ist der Fundplatz auch unter den Namen Castro do monte do Castro, Castro do monte do Crasto, Povoado fortificado de Romariz und Povoado fortificado no monte do Crasto bekannt.

### Befunde
Die Siedlung liegt auf einem ovalen Plateau (ca. 160 × 80 m), von dem bisher der nördliche Bereich auf einer Fläche von etwa 5000 m² untersucht wurde. Vermutlich erstreckte sich die Siedlung auch auf den südlichen Bereich des Plateaus, doch bleiben hier weitere archäologische Untersuchungen abzuwarten. Mit einer Fläche von etwa 5 bzw. 10 Ar – wenn die Besiedlung das gesamte Plateau umfasste – gehört das Castro de Romariz zu den kleineren Anlagen der Castrokultur, deren größte Siedlungen wie z. B. Briteiros, Sanfins oder Bagunte eine Größe von 20 ha und mehr erreichen.

#### Mauern
Auffällig ist der nur sehr geringe Ausbau von Befestigungsanlagen im Castro de Romariz. Nur die Westseite der Siedlung ist durch eine Granitmauer und einen vorgelagerten Graben gesichert. Die übrigen Seiten sind zwar durch steile Hänge gekennzeichnet, bieten darüber hinaus aber keinen weitergehenden Schutz. Im Gegensatz dazu sind die drei oben genannten Siedlungen durch mehrere mächtige Mauern, z. T. mit vorgelagerten Gräben, geschützt, und auch kleinere Siedlungen der Castrokultur, wie z. B. das Castro da Curalha, verfügen über zwei sehr breite Mauerringe.

#### Straßen
Straßen und Wege mit Granitpflaster erschließen die Siedlung. Ihr z. T. winkliger Verlauf richtet sich nach der vorhandenen Bebauung und den Grenzmauern der Gebäudegruppen.

#### Gebäude

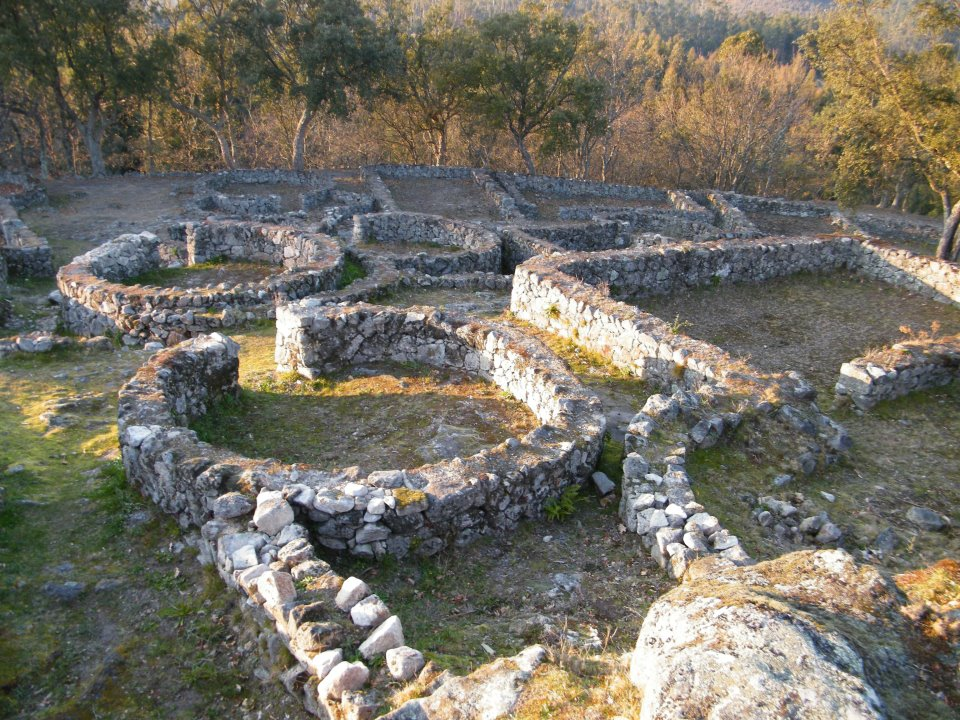
Castro de Romariz

Vor allem im Zuge der beiden älteren Grabungskampagnen wurden die Grundrisse von gut 50 vorrömischen und römischen Gebäuden mit den für die Castrokultur typischen runden und langrechteckigen Grundrissen aufgedeckt. Vereinzelt verfügten die runden Gebäude über einen halbrunden bzw. zangenförmigen Vorraum. Durch Mauern und Straßenzüge werden jeweils mehrere dieser Gebäude zu Bereichen (Quarteirão/Bairro) von bis zu 385 m² zusammengefasst und voneinander abgegrenzt. Außerhalb der Gebäude wurden Pflasterungen der Höfe beobachtet.
Die Rundbauten erreichen Durchmesser von bis zu 5 m. Die rechteckigen Gebäude können eine Größe von etwa 13,5 × 5 m erreichen. Vereinzelt verwenden benachbarte rechteckige Gebäude eine gemeinsame Trennwand. Häufig werden auch die die Wohnbezirke abgrenzenden Mauern in die Rück- und Seitenwände der Gebäude einbezogen.
Im Zuge der älteren Grabungen wurden stratigraphische Zusammenhänge kaum berücksichtigt und direkte Überschneidungen von Grundrissen sind in Castro de Romariz nur vereinzelt zu beobachten, so dass sich keine relativchronologische Baufolge ableiten lässt. Trotzdem ist davon auszugehen, dass sich die dichte Besiedlung der Fläche auf mehrere Phasen verteilt.
Der an anderen Fundstellen beobachtete generelle Wandel von runden zu rechteckigen Grundrissen darf auch hier vermutet werden, ist aber im Einzelfall nicht zu belegen, da runde Grundrisse auch in römischer Zeit Verwendung fanden.

### Funde
Unter den Funden ragt besonders der bereits 1843 geborgene „Schatz von Romariz“ heraus, eine silberne Vase, die 103 Denare der römischen Republik aus den Jahren 157–156 v. Chr., einen goldenen Ring und ein weiteres nicht näher bestimmbares Objekt aus Silber enthielt. Zwei Teile einer goldenen Halskette wurden im Zuge der ersten Grabungskampagne gefunden.
Punische Amphoren des 5. Jahrhunderts v. Chr. sowie griechische und kampanische Importkeramik des 4. Jahrhunderts v. Chr. und blaue Glasperlen belegen die weitreichenden Handelsbeziehungen der Gemeinschaft in der vorrömischen Eisenzeit.
Römische Ziegel (Tegula und Imbrex) und einheimische Gebrauchskeramik stellen den überwiegenden Teil der Funde, der heute auf die Museen des Instituto de Arqueologia da Faculdade de Letras da Universidade do Porto, das Museu da Arte Sacra do Porto und das Museu Convento dos Lóios in Santa Maria da Feira verteilt sind.